# Площа Ринок (Турка)
Площа Ринок — центральна площа в Турці, історичний центр міста, характерний для середньовічної архітектури галицьких міст і містечок.

## Історія
Площа Ринок у Турці веде свій початок з 30-х років XVIII ст. В 1730 році власник Турки Антоній Калиновський (пол. - Antoni Kalinowski) добився отримання поселенням (Магдебурзького права). Це, окрім зміни статусу населеного пункту, передбачало управління містом магістратом, до складу якого входили війт, асесори і радні, та очолювання міста президентом, якого обирали усією радою. Власне для міської управи Ян Калиновський в улоговині, підковоподібно охопленій річкою Яблунька, виділив центральну площу міста, на якій побудував первинну дерев'яну ратушу.
Дерев'яна ратуша була досить великим конусоподібним двоповерховим будинком з прямокутною основою, який за периметром прикрашала галерея, піднята над землею 34 дерев'яними стовпами. Над східними в'їзними воротами здіймався двоярусний ґанок. Заломаний дах будинку прикрашало 10 люкарні шоломоподібний купол із металевою багатопроменевою зіркою. Ці ворота вели в наскрізні сіни, які ділили будівлю на дві рівні частини. Під стінами ратуші були жолоби із драбинами для годування коней. У приміщенні ратуші, крім кімнат міської канцелярії, були покої для приїжджих та дві корчми. Усі кімнати мали підлоги, кахельні печі. З північної сторони в галереї були три крамниці з відкидними дерев'яними прилавками.
Біля ратуші Калиновський спорудив великий чотирикутний ринок, оточений будинками з ґанками та висунутими дахами, які спиралися на дерев'яні стовпи. В негоду можна було обійти його навколо під їх прикриттям. Поруч поставив будинки, призначені під заїжджі двори, які мали широкі сіни, а в задній частині — стайні для коней та возівні. Фактично, первинно площа Ринок у Турці повністю відповідала європейській традиції забудови міст із магдебурзьким правом: квадратну площу довкола ратуші — іменувалася «площа Ринок» — за периметром суцільно оточували будинки висотою до двох (згодом — до трьох) поверхів і шириною в межах трьох-чотирьох вікон.
В 1905 році з уведенням у дію залізниці Самбір — Ужгород місто стало ближчим до центрів цивілізації, прикрасилося оригінальним арковим залізничним мостом, стало одним із найбільших центрів лісозаготівлі в українських Карпатах. В 1907 році замість старої дерев'яної ратуші було побудоване нове цегляне приміщення міської ратуші в стилі модерн.
Сьогодні в приміщенні Ратуші функціонує Турківська міська рада, міський архів, Народний музей «Бойківщина», міська бібліотека, Турківська центральна дитяча бібліотека, низка магазинів, аптека і кафе. При вході в міську раду встановлено барельєф Мирону Утриску — організатору ОУН на Турківщині.

## На площі Ринок У Турці
- 1914 рік, 24 вересня — єврейське населення організовано зустрічає російські війська при в'їзді в місто біля спеціально встановлених символічних воріт міста.
- 1914 рік  — за переказами населення міста вітає головнокомандувача російськими військами — брата російського імператора, який найдовше затримався у селі Лімна.
- 1914 рік  — внаслідок вуличних боїв міська ратуша, будинки і залізничний міст — зруйновані.
- 1914 рік, жовтень  — взяття міста австрійськими військами.
- 1914 рік, 7 жовтня  — передислокація до Турки за наказом командувача 8-ї кінної дивізії генерала Лемана півкуреня С.Шухевича.
- 1918 рік, 3 березня — величезний мітинг (15-20 тисяч осіб) з нагоди воскресіння Української Республіки. Такої кількості людей Турка ще не бачила. Об 11-й годині вісім священиків почали відправляти Божественну Літургію, під час якої патріотичну промову виголосив о. Михайло Прухніцький. З площі почалася хода січовиків, соколів і верховинців з синьо-жовтими прапорами і стрічками до Народного дому.
- 1918 рік, 1 листопада — народне віче з нагоди проголошення у Львові ЗУНР.
- 1918 рік, 21 листопада — прийняття першими 50-ма добровольцями — майбутнім ядром Лісового куреня УГА — присяги на вірність ЗУНР.
- 1918–1919 роки — праця в Ратуші першого українського повітового уряду (Всеволод Ріпецький, Олександр Утриско, Іван Федевич, Дмитро Великанович).
- 1939 рік, 20 вересня — міщани на площі урочисто зустрічають бійців Червоної Армії.
- 1941 рік — національно-свідомі горяни (17-18 осіб) з навколишніх сіл напередодні початку Другої світової війни заарештовуються більшовиками, утримуються в підвальних приміщеннях навпроти ратуші, і зрештою, в останні години перебування червоноармійців у місті розстрілюються.
- 1941 рік, липень — народне свято з нагоди проголошення у Львові Самостійної Соборної Української Держави. Розпочалося воно Службою Божою. З балкону Ратуші парох Юрій Савчук за присутності німецьких офіцерів, привітав міщан із відродженням державності і зачитав листа митрополита Андрея Шептицького «До духовенства та вірних єпархії».
- 1990 рік, 1 травня — над ратушею урочисто, після 49 років перерви, піднято національний український прапор(на виконання рішення другої сесії міської ради «Про встановлення прапора, тризуба і гімна» від 30 квітня).
- 1990 рік, 28 вересня — на площі Ринок демонтовано пам'ятник Леніну (на виконання рішення другої сесії міської ради про демонтаж пам'ятника Леніну від 28 вересня).